# Joe Jeannette
Jeremiah Joe Jeannette est un boxeur américain né le 26 août 1879 à North Bergen, New Jersey, et mort le 2 juillet 1958.

## Carrière
Boxeur professionnel de 1904 à 1922, il est l'un des meilleurs boxeurs poids lourds de sa génération avec Jack Johnson, Sam Langford et Sam McVey qu'il affronte à de très nombreuses reprises. Comme la plupart des boxeurs noirs américains de l'époque (Johnson excepté), Jeannette n'a jamais eu l'occasion de se battre pour le titre de champion du monde de la catégorie et a dû se contenter du championnat de couleur qu'il remporte le 17 avril 1909 à Paris aux dépens de McVey, après un combat au finish qui dure 49 rounds et 2h30, Joe Jeanette sonné devant plusieurs fois être « réveillé » à coup de masque à oxygène.

## Distinction
- Joe Jeannette est membre de l'International Boxing Hall of Fame depuis 1997[3].